# San San Drui
San San Drui es un corregimiento de la comarca Naso Tjër Di, República de Panamá. Fue fundado el 4 de diciembre de 2020, segregado del distrito de Changuinola. Comprende las comunidades de San San Drui, Tigra, Alto Sorön, Peña Blanca, Loma Bandera y San San.